# ۲۷ اسفند
۲۷ اسفند سیصد و شصت و سومین روز سال در گاه‌شماری خورشیدی است. به پایان سال ۲ روز (۳ روز در سال کبیسه) باقی‌است.

## رویدادها
- ۱۳۰۸ - طبق قانون تعیین واحد و مقیاسِ پولِ قانونیِ ایران، ریال به‌جای قران با وزن خالصِ ۰٫۳۶۶۱۱۹۱ گرمْ طلا انتخاب شد

## زادروزها
- ۱۲۷۴ - تاج‌الملوک آیرُملو، همسر رضاشاه پهلوی و مادر محمدرضا پهلوی
- ۱۲۸۵ - بهرام آریانا، ارتشبد نیروی زمینی شاهنشاهی ایران
- ۱۳۰۰ - مهدی آذر یزدی، نویسنده
- ۱۳۵۱ - شهرام حقیقت‌دوست، بازیگر

## درگذشت‌ها
- ۱۳۴۰ - حسین کاظم‌زاده ایرانشهر، نویسنده
- ۱۴۰۰ - خسرو دبستانی، نماینده حوزه انتخابیه زرتشتیان در دوره ششم مجلس شورای اسلامی
- ۱۴۰۰ - منوچهر هزارخانی، نویسنده و از اعضای شورای ملی مقاومت ایران